# Гилликдаг
Гилликдаг (азерб. Gillikdağ) — стоянка первобытных людей эпохи неолита, расположенная на юге Гёйгёля в Азербайджане.

## История
В 1930 году археолог немецкого происхождения Якоб Гуммель начал археологические раскопки в бассейне реки Гянджачай. Здесь он выявил интересные памятники, относящиеся к эпохам неолита и бронзы. Эти материалы были размещены в Краеведческом Музее в Ханларе. В 1955 году, во время создания своей научной экспозиции, Музей Истории Азербайджана для хранения и показа принял материалы эпох неолита, поздней бронзы-раннего железа, а также материал, относящийся к раннему средневековью. Этот археологический материал включал и 18 каменных орудий труда, 45 каменных фрагментов и 9 каменных плиток из Гилликдага.